# Finanzverwaltungsgesetz
Das Finanzverwaltungsgesetz regelt die Organisation der deutschen Finanzverwaltung und das  Zusammenwirken von Bundes- und Landesfinanzbehörden.
Seit Inkrafttreten des Zweiten Gesetzes zur Änderung des Finanzverwaltungsgesetzes und anderer Gesetze vom 13. Dezember 2007 (BGBl. I S. 2897) am 1. Januar 2008 ist die bis dahin geltende Mischverwaltung von Bund und Land auf der Ebene der Mittelbehörde beendet (siehe Oberfinanzdirektion).